# Tour international de Sétif
Le Tour international de Sétif, est une course cycliste sur route masculine algérienne. Créé en 2014, il est disputé après le Tour d'Algérie. Cette course fait partie depuis sa création de l'UCI Africa Tour, en catégorie 2.2.

## Palmarès
| Année | Vainqueur         | Deuxième              | Troisième          |
| ----- | ----------------- | --------------------- | ------------------ |
| 2014  | Thomas Lebas      | Sergey Belykh         | Artur Shaymuratov  |
| 2015  | Nabil Baz         | Abderrahmane Mansouri | Boualem Belmokhtar |
| 2016  | Essaïd Abelouache | Adil Barbari          | Tomas Vaitkus      |